# Cybernella
Cybernella (ミラクル少女リミットちゃん?, Mirakuru Shōjo Rimitto chan) è un anime in 25 episodi tratto da un manga di Shinji Nagashima e prodotto da Toei Animation. La serie è stata trasmessa per la prima volta in Giappone dal network TV Asahi a partire da ottobre 1973 e in Italia nel 1981 su alcune TV locali.

## Trama
(Cybernella, ep. 1)
(Cybernella, ep. 9)
Uno scienziato, dopo aver perso la moglie e la figlia in un incidente aereo, riesce a far rivivere la figlioletta nel corpo di un robot.
Cybernella (Limit in originale), questo il nome della ragazzina, è quindi una cyborg dai sentimenti umani e dotata di particolari superpoteri che le permettono di correre velocissima, le danno una grande forza e le permettono di crescere fino a sembrare un'adulta quando la situazione lo richiede. In più il padre le mette a disposizione alcuni gadget come una borsetta volante, il che permette a Cybernella di viaggiare volando, un cappello volante con il quale la ragazza può mandare al padre dei messaggi e una piccola trousse che nasconde un visore a raggi X.
Il sogno del padre di Cybernella è riuscire un giorno a far tornare la figlia un vero essere umano: intanto Cybernella vive la sua vita di tutti i giorni nascondendo ai compagni di scuola il suo segreto, ma facendo uso dei suoi superpoteri per aiutare le persone in difficoltà, coltivando però in segreto il tormento per la sua "diversità".

## Temi
L'anime Cybernella è un Mahō shōjo e può considerarsi uno dei precursori delle serie delle "maghette" dello studio Pierrot.
Cybernella ha infatti tutti gli elementi che in seguito si ritroveranno in Creamy e le sue colleghe maghette: ha una manopola (che ricorda il programmatore delle vecchie lavatrici) camuffata da medaglione, girando la quale può evocare i suoi poteri e come mascotte ha Go, un cane robot costruito dal padre.
Ma nell'anime ci sono interessanti differenze rispetto alle altre serie della Pierrot:
- i poteri di Cybernella non derivano dalla magia (nonostante nell'anime la parola "magico" venga più volte usata), ma sono esclusivamente frutto della scienza del padre.
- Cybernella non può rivelare i suoi poteri al mondo, non per paura di perderli (come sono costrette a fare Creamy Mami o Evelyn), ma per non rivelare la propria "diversità", con la probabile conseguenza di non essere più accettata dagli altri ma ostracizzata.
- Nell'episodio 4 (La nuova allieva) viene affrontato il tema della crescita, caro a tutte le serie dedicate alle "maghette": Cybernella scopre di provare una certa attrazione per Jun, un suo compagno di classe, ma sospetta che il suo corpo rimarrà eternamente quello di una undicenne, senza quindi mai poter crescere e maturare[1].

La serie non ha un finale definito, ma termina con Cybernella che rivela alla maestra (e quindi al mondo) i suoi poteri, rivelazione questa che porterà forse ad una accettazione di sé stessa e della sua diversità.

## Sigle
Sigle giapponesi
"Shiawase wo yobu Limit-chan" (幸せを呼ぶリミットちゃん?), sigla d'apertura, musica e arrangiamento di Shunsuke Kikuchi è interpretata da Kumiko Ohsugi
"Senchi na Limit-chan" (センチなリミットちゃん?), sigla di chiusura, musica e arrangiamento di Shunsuke Kikuchi è interpretata da Kumiko Ohsugi
Sigla italiana
"Cybernella", sigla d'apertura e di chiusura, testo di Carla Vistarini, musica di Argante e di Luigi Lopez, arrangiamento di Aldo "Jimi" Tamborrelli,  è cantata da I Vianella (Edoardo Vianello e Wilma Goich).

## Doppiaggio italiano
Il doppiaggio italiano della serie fu a cura dello STUDIO TN7 di Roma. I pochi doppiatori impegnati prestano la voce a tutti i personaggi che compaiono nella serie.
| Personaggi               | Voce originale    | Voce italiana                                    |
| ------------------------ | ----------------- | ------------------------------------------------ |
| Cybernella (Limit)       | Youko Kuri        | Silvia Pepitoni                                  |
| Tome (governante)        | Masako Nozawa     | Silvia Pepitoni (1ª voce) Sara Di Nepi (2ª voce) |
| Jun (compagno di classe) | Akira Kamiya      | Ermanno Ribaudo (1ª voce)                        |
| Maestra                  | Akiko Tsuboi      | Silvia Pepitoni                                  |
| Professor Nishiyama      | Hidekatsu Shibata | Sergio Matteucci                                 |
| Boss                     |                   | Sergio Matteucci                                 |
| Maestro Sakata           | Yoji Kata         | Ermanno Ribaudo                                  |

## Episodi
| Nº | Titolo italiano Giapponese 「Kanji」 - Rōmaji                                             | In onda          | In onda |
| Nº | Titolo italiano Giapponese 「Kanji」 - Rōmaji                                             | Giapponese       |         |
| 1  | Occhio per occhio 「おてんばさんこんにちは」 - otenbasan konnichiwa                       | 1º ottobre 1973  |         |
| 2  | Assenza ingiustificata 「なんか変だぞ」 - nanka henda zo                                  | 8 ottobre 1973   |         |
| 3  | Chibi impara a parlare 「見られちゃったワ」 - mira rechatta wa                            | 15 ottobre 1973  |         |
| 4  | La nuova allieva 「転校生はライバル」 - tenkousei ha raibaru                              | 22 ottobre 1973  |         |
| 5  | La fidanzata di Tamuro 「ぼくのオヨメさん」 - bokuno oyome san                            | 29 ottobre 1973  |         |
| 6  | Lite col padre 「パパ大嫌い!!」 - papa daikirai!!                                         | 5 novembre 1973  |         |
| 7  | Il concerto 「落葉とバイオリン」 - ochiba to baiorin                                      | 12 novembre 1973 |         |
| 8  | Il genio 「ほんとの秀才」 - hontono shuusai                                               | 19 novembre 1973 |         |
| 9  | Le distrazioni di Tamuro 「変身!エラーマン」 - henshin! eraman                            | 26 novembre 1973 |         |
| 10 | Amiche per la pelle 「夢がいっぱいわたしのリュック」 - yume gaippaiwatashino ryukku       | 3 dicembre 1973  |         |
| 11 | Le bugie hanno le gambe corte 「ボスのような男になりたい」 - bosu noyouna otoko ninaritai | 10 dicembre 1973 |         |
| 12 | Angelo di Natale 「礼拝堂の天使」 - reihaidou no tenshi                                   | 17 dicembre 1973 |         |
| 13 | Un dolce tradizionale 「あの町この町暮れの町」 - ano machi kono machi kure no machi       | 24 dicembre 1973 |         |
| 14 | Un gioco... da ragazze 「それでも女の子」 - soredemo onnanoko                             | 7 gennaio 1974   |         |
| 15 | Falso allarme 「学校裏門なみだ門」 - gakkou uramon namida mon                             | 14 gennaio 1974  |         |
| 16 | Il rapimento 「誘拐」 - yuukai                                                            | 21 gennaio 1974  |         |
| 17 | Il gallo fa le uova 「おんどりのタマゴ」 - ondorino tamago                                | 28 gennaio 1974  |         |
| 18 | Il fidanzato della maestra 「乙姫先生大ピンチ」 - otsu hime sensei dai pinchi             | 4 febbraio 1974  |         |
| 19 | Il lupo solitario 「幻の狼」 - maboroshi no ookami                                        | 11 febbraio 1974 |         |
| 20 | È nata una stella 「スケートの女神」 - suketo no megami                                   | 18 febbraio 1974 |         |
| 21 | Il berretto perduto 「消えたマジック・ベレー」 - kie ta majikku. bere                     | 25 febbraio 1974 |         |
| 22 | Il cigno di primavera 「春を呼ぶ愛の歌」 - haru wo yobu ai no uta                         | 4 marzo 1974     |         |
| 23 | Il treno fantasma 「走れラクガキ鉄道」 - hashire rakugaki tetsudou                        | 11 marzo 1974    |         |
| 24 | La principessa del bambù 「さよならキャプテン」 - sayonara kyaputen                       | 18 marzo 1974    |         |
| 25 | La nuova insegnante 「おめでとう!先生」 - omedetou! sensei                                | 25 marzo 1974    |         |